# Illud Divinum Insanus
Illud Divinum Insanus är det amerikanska death metal-bandet Morbid Angels nionde studioalbum, som gavs ut den 6 juni 2011 av skivbolaget Season of Mist.

## Låtförteckning
1. "Omni Potens" – 2:28
2. "Too Extreme!" – 6:13
3. "Existo Vulgoré" – 3:59
4. "Blades for Baal" – 4:52
5. "I Am Morbid" – 5:16
6. "10 More Dead" – 4:51
7. "Destructos vs. the Earth / Attack" – 7:15
8. "Nevermore" – 5:07
9. "Beauty Meets Beast" – 4:56
10. "Radikult" – 7:37
11. "Profundis - Mea Culpa" – 4:05

## Medverkande
Musiker (Morbid Angel-medlemmar)
- Trey Azagthoth – gitarr
- Mr. Vincent (David Vincent) – keyboard, basgitarr, sång
- Destructhor (Thor Anders Myhren) – gitarr

Bidragande musiker
- Tim Yeung – trummor, percussion

Produktion
- Morbid Angel – producent
- Mark Prator – ljudtekniker
- Juan "Punchy" Gonzalez – ljudtekniker
- Sean Beavan – ljudtekniker, ljudmix
- Erik Rutan – ljudtekniker
- Gustavo Sazes – omslagskonst